# Ramon Menezes
Ramon Menezes Hubner (Contagem, 30 de junho de 1972) é um treinador e ex-futebolista brasileiro que atuava como meio-campista. Atualmente comanda a Seleção Brasileira Sub-20.
Especialista em cobranças de falta e escanteios, destacou-se primeiramente no Vitória em 1995, clube que voltou a defender entre 2008 e 2010, e fez parte do elenco do Vasco que marcou época no futebol brasileiro entre 1997 e 2000. Durante a carreira, jogou em outros vários grandes clubes do Brasil, como Cruzeiro, Bahia, Atlético Mineiro, Fluminense, Botafogo e Atlético Paranaense, tornando-se um dos jogadores com mais partidas e gols na história do Campeonato Brasileiro.

## Carreira como jogador

### Início
Ramón iniciou sua carreira em 1983 nas categorias de base do Cruzeiro, oriundo do futebol amador contagense, alcançando o nível profissional na Raposa em 1990. Depois de algumas temporadas no time mineiro, onde ajudou nas conquistas de diversos títulos, como duas Supercopas Libertadores, um Campeonato Mineiro e uma Copa do Brasil, se transferiu para o Bahia, em 1993.

### Primeira passagem no Vitória
Ramon chegou ao Vitória em 1994 e, logo na sua estreia, marcou os três gols do triunfo sobre o Jacobina por 3 a 0, em um amistoso. Durante as quase duas temporadas que jogou no Leão, foi sempre destaque nas equipes que formou. Foi artilheiro do Baianão de 1995, com 25 gols, tornando-se o maior goleador de um único certame desde Cláudio Adão, em 1986, até hoje. Pelos seus gols, principalmente os de falta, marcados no Barradão, ficou conhecido como Reizinho da Toca.
Suas apresentações chamaram atenção do Bayer Leverkusen, da Alemanha, que o contratou no segundo semestre de 1995. Permaneceu apenas uma temporada no clube alemão e, em 1996, foi repatriado pelo Vasco.

### Consagração no Vasco
No clube carioca, Ramon conquistou quase tudo, tornou-se ídolo e detém a marca de 4º meia com mais gols na história do Vasco da Gama; em suas três passagens por São Januário, atuou em 270 jogos e marcou 96 gols. O jogador comandou o meio-campo vascaíno em sua primeira passagem durante quatro temporadas e foi um dos principais destaques de diversas conquistas, como Campeonato Brasileiro de 1997, a Libertadores de 1998, o Torneio Rio-São Paulo de 1999 e o Carioca de 1998. O meia também ajudou o time carioca a chegar à final do Mundial de Clubes da FIFA, sendo derrotado pelo Corinthians. Jogando ao lado de nomes como Juninho Pernambucano, Romário, Edmundo e muitos outros, Ramon marcou época no futebol brasileiro.

### Atlético Mineiro e Fluminense
No início de 2000 foi para o Atlético Mineiro, onde foi novamente destaque, sagrando-se campeão mineiro em 2000, inclusive marcando o gol que garantiu o título do Galo sobre o Cruzeiro.
No ano seguinte foi contratado pelo Fluminense, mais uma vez mantendo um rendimento acima da média, o que lhe rendeu um lugar na Seleção Brasileira para a disputa da Copa das Confederações. Retornou ao Atlético ainda em 2001, permanecendo até o começo de 2002, quando foi contratado pelo Vasco.

### Destaque novamente no Vasco
No seu retorno ao Clube da Colina, comandou o elenco jovem do clube carioca no Brasileirão de 2002, sendo fundamental para a fuga do rebaixamento com seus 15 gols ao longo do certame. Com uma média de 0,88 gols por partida, terminou recebendo a Bola de Prata da Placar de melhor meio-campo da competição.

### Fora do Brasil, mais Rio e Paraná
Depois de uma rápida passagem no Japão, em 2003, onde defendeu o Tokyo Verdy, retornou ao Brasil para defender o Fluminense e, em seguida, o Botafogo (que o contratou com ajuda da empresa fornecedora de material esportivo Kappa), nas temporadas de 2004 e 2005, respectivamente.
No ano de 2006, em seu segundo retorno ao Gigante da Colina, viveu momentos conturbados, entrando em conflito com o então técnico do time, Renato Gaúcho, e foi negociado ainda no decorrer da temporada com o Al-Gharafa, do Catar. Em janeiro de 2007, retornou ao Brasil para jogar pelo Atlético Paranaense, tendo uma passagem discreta pelo Furacão.

### De volta ao Leão
Ainda no primeiro semestre de 2008, numa parceria que envolveu compra e venda de vários jogadores entre o Vitória e o Atlético Paranaense, Ramon retornou ao clube onde jogou 15 anos antes: o Vitória.
Na sua segunda passagem pelo Leão, o jogador foi fundamental na conquista do Estadual de 2008, campeonato em que o time baiano se encontrava numa situação muito delicada, tendo sido considerado campeão apenas pelo número de gols marcados, no quadrangular final da competição. Ramon também foi um dos principais destaques na surpreendente campanha do Rubro-Negro no Brasileirão do mesmo ano. Porém, ainda na disputa do torneio, depois de desentendimentos com o então técnico do clube baiano Vagner Mancini, ele foi dispensado e aceitou um convite para jogar no futebol turco, onde atuou apenas oito vezes em partidas amistosas.
Em março de 2009, o Vitória, já sem Mancini, contratado pelo Santos, anunciou outra vez a contratação do jogador, depois de ser dada como certa a sua transferência para o Santa Cruz. Nas finais do do Baianão de 2009, marcou três dos quatro gols que o time baiano fez contra o seu maior rival, o Bahia, garantindo o tricampeonato leonino, e também o terceiro título da carreira do jogador.
No dia 19 de agosto, o Reizinho da Toca entrou para a história do Campeonato Brasileiro ao marcar o seu 93º gol, o primeiro da vitória do time rubro-negro sobre o Atlético-PR por 2 a 1, em Brasileirões, igualando-se a Reinaldo na décima posição na lista dos maiores artilheiros da história da competição.
Já em 2010, na primeira metade de sua terceira temporada seguida com a camisa rubro-negra, foi fundamental na conquista do tetracampeonato baiano e na campanha do Vitória na Copa do Brasil, na qual sagrou-se vice-campeão. No dia 18 de julho, ao completar 200 jogos com a camisa vermelha e preta, foi homenageado com uma placa no começo da partida contra o São Paulo, em que Ramon marcou o terceiro gol da vitória por 3 a 2 do time da casa.
No final da temporada, porém, o clube foi rebaixado e Ramon não teve seu contrato renovado. No início de 2011, o jogador enviou uma carta aberta à torcida rubro-negra se despedindo:
| “ | É com enorme pesar que me dirijo a vocês para comunicar minha saída do Vitória. Pesar porque é um clube pelo qual tenho muito carinho e admiração. Infelizmente não conseguimos permanecer na Série A do Campeonato Brasileiro de 2010 e minha intenção era continuar na equipe para a temporada de 2011 e ajudar o Vitória a retomar o seu lugar, o que acredito que irá acontecer. Na conversa com a direção do clube, vi que não era do interesse deles a minha permanência. Agradeço à direção do Vitória e em especial ao Alex Portela, diretor que me abriu novamente as portas do clube. Essa minha segunda passagem pelo Vitória serviu para reafirmar meu carinho e gratidão pelo clube. Ao povo baiano, também meu cordial abraço e desejo de muitas alegrias e conquistas. Agradeço aos torcedores do Vitória e também aos adversários que sempre me trataram com muito carinho e respeito. Confesso minha imensa gratidão ao estado da Bahia, pois vivi grandes momentos, fiz ótimas, verdadeiras e duradouras amizades e saio com tristeza, mas essa é a vida de um atleta profissional. Aos companheiros de clube, todos os funcionários, profissionais da imprensa e pessoas com as quais tive a oportunidade de me relacionar deixo o meu agradecimento e desejo de dias melhores. Enfim, obrigado de coração ao povo baiano por todos os momentos especiais que pudemos compartilhar. Com os sinceros desejos de felicidades, um grande abraço do amigo Ramon Menezes. | ” |

### Joinville
Em janeiro de 2011, o meia transferiu-se para o Joinville. Ramon estreou no dia 16 de janeiro, marcando na vitória por 2 a 1 sobre o Brusque. Voltou a marcar na goleada por 6 a 3 sobre o Concórdia, balançando as redes duas vezes, e na vitória sobre a Chapecoense por 2 a 1, com um gol de voleio. Continuou a ser o maestro da equipe no decorrer do Campeonato Catarinense, levando-a às semifinais do primeiro turno do torneio, e marcando o único gol da derrota que culminou com a eliminação para o Figueirense, por 3 a 1. No segundo turno, Ramon manteve a boa forma, distribuindo assistências e marcando mais gols, porém, após a derrota por 1 a 0 para a Chapecoense, foi criticado pelo companheiro Lima, que o acusou de ser individualista. Já no jogo seguinte, na goleada por 4 a 0 sobre o Avaí, os desentendimentos aparentemente acabaram, tendo Ramon marcado uma vez e Lima duas, sendo uma com assistência do meia. Após mais uma eliminação no segundo turno do estadual, Ramon levou a equipe ao título da Copa Santa Catarina. Após algumas incertezas na Copinha, o JEC tornaria-se campeão brasileiro da Série C de 2011 com apenas uma derrota na competição.
Ramon manteve a regularidade em 2012, sendo uma das estrelas no Campeonato Catarinense. Porém, o JEC não conseguiu sequer chegas às finais. Com poucas oportunidades no time que disputava a Série B, sendo aproveitado apenas durante a Copa Santa Catarina, Ramon transferiu-se para o Caxias, buscando mais espaço para mostrar seu futebol.

### Caxias
Foi anunciado pelo Caxias no dia 9 de outubro de 2012, assinando contrato até o final do ano, com opção de renovação para o Gauchão do ano seguinte. Ramon participou da reta final da fase de grupos da Série C, onde o clube gaúcho foi eliminado ao terminar em 5º lugar. No entanto, devido à mudança na direção e a readequação salarial do time, o meia deixou a equipe.

### Cabofriense
No dia 14 de fevereiro de 2013, Ramon tinha se oferecido ao Olaria e fechado, mas mudou de ideia e acabou negociando com a Cabofriense. Em 6 de março, data em que comemorou quatro décadas de vida, o jogador assumiu que, apesar da idade, ainda não vislumbrava sua aposentadoria. Em relação ao final de sua carreira, respondeu: "Não gosto de ficar projetando o depois".

## Carreira como treinador
Após a sua aposentadoria, ainda em 2013, Ramon fez estágio com Oswaldo de Oliveira no Botafogo, e depois seguiu para o Joinville, no mesmo ano, para atuar desta vez como auxiliar técnico, fazendo parte da comissão que conquistou a Série B de 2014. Em seguida, teve a sua primeira experiência como treinador no modesto ASSEV, que disputava a terceira divisão goiana e, terminou essa competição como campeão, seguiu  para o comando do Anápolis até 2016, onde não ficou por muito tempo por não atender as expectativas do clube naquele momento. No mesmo ano se transferiu para o Guarani de Divinópolis, para tentar reabilitar a equipe que corria risco de descenso ao módulo II do Campeonato Mineiro, o que não ocorreu, porém. O bom trabalho foi reconhecido por torcedores, diretoria e imprensa local, devido ao bom aproveitamento após sua chegada no clube.
Ainda chegou novamente ao Joinville com a missão de evitar um rebaixamento em 2016, levando a briga até as ultimas rodadas, mas não foi o suficiente. Ramon recebeu uma nova missão em novembro de 2017, sendo contratado pelo Tombense para a temporada seguinte. Depois de uma sequência de seis jogos sem vitória (exatos 40 dias), o treinador foi demitido no dia 16 de julho.

### Vasco da Gama
Após a saída de Valdir Bigode, Ramon Menezes assumiu o cargo de auxiliar técnico permanente do Vasco da Gama em 27 de dezembro de 2018.
Em fevereiro de 2019, como auxiliar técnico do treinador Alberto Valentim, fez parte da equipe que conquistou a Taça Guanabara de forma invicta.
Um ano depois, após a demissão de Abel Braga em março de 2020, o Cruzmaltino procurou uma alternativa caseira para resolver a péssima campanha deixada pelo antecessor no estadual, assim efetivando Ramon no cargo de treinador. Após uma derrota por 3 a 0 para o Bahia, Ramon foi surpreendentemente demitido no dia 8 de outubro.

### CRB
No 9 de novembro de 2020, um mês após sua demissão pelo Vasco, Ramon foi anunciado como treinador do CRB.

### Vitória
Foi anunciado pelo Vitória no dia 8 de junho de 2021, assumindo a equipe na Série B do Campeonato Brasileiro. Foi demitido no dia 5 de agosto, após uma derrota por 1 a 0 para o Grêmio, que culminou na eliminação na Copa do Brasil. Ao todo, Ramon comandou o Vitória em 16 partidas, com três vitórias, seis empates e sete derrotas.

### Seleção Brasileira Sub-20
Foi anunciado como treinador da Seleção Brasileira Sub-20 no dia 8 de março de 2022, substituindo o campeão olímpico André Jardine.

### Seleção Brasileira Sub-23
Ainda no cargo da Seleção Sub-20, Ramon foi anunciado como técnico da Seleção Brasileira Sub-23 no dia 5 de julho de 2023, chegando para comandar o Brasil nos Jogos Pan-Americanos e no Torneio Pré-Olímpico. Sob o comando de Ramon, o Brasil conquistou a medalha de ouro nos Jogos Pan-Americanos de Santiago, no Chile, no dia 4 de novembro.
Em fevereiro de 2024, logo depois do fracasso do Brasil no Pré-Olímpico, Ramon foi demitido pela CBF.

### Seleção Brasileira (interino)
Após a saída do técnico Tite da Seleção, Ramon Menezes foi promovido a treinador interino da Seleção Brasileira principal. Sua estreia foi no dia 25 de março de 2023, numa derrota por 2 a 1 para o Marrocos, no Estádio Ibn Batouta. Em seguida o Brasil venceu a Guiné por 4 a 1 e foi derrotado por Senegal por 4 a 2.
No entanto, depois do presidente da CBF confirmar que havia fechado a contratação do técnico Carlo Ancelotti para a Seleção, e que Fernando Diniz seria o treinador interino até a chegada do italiano, Ramon Menezes encerrou sua passagem pela Seleção principal. Como técnico interino do Brasil, o técnico comandou a equipe em apenas três partidas, com uma vitória e duas derrotas.

## Títulos como jogador
Cruzeiro
- Campeonato Mineiro: 1990
- Supercopa Libertadores: 1991 e 1992
- Copa do Brasil: 1993

Vitória
- Campeonato Baiano: 1995, 2008, 2009 e 2010
- Campeonato do Nordeste: 2010

Vasco da Gama
- Troféu Bortolotti: 1997
- Campeonato Brasileiro: 1997
- Campeonato Carioca: 1998
- Taça Guanabara: 1998
- Taça Rio: 1998 e 1999
- Copa Libertadores da América: 1998
- Torneio Rio-São Paulo: 1999

Atlético Mineiro
- Campeonato Mineiro: 2000

Joinville
- Copa Santa Catarina: 2011
- Campeonato Brasileiro - Série C: 2011

Seleção Brasileira
- Campeonato Sul-Americano Sub-20: 1991[46]

### Prêmios individuais
- 6º maior artilheiro da história do Vitória: 88 gols[47]
- 4º meia com mais gols na história do Vasco da Gama: 96 gols[48]
- 4º maior artilheiro do Vasco da Gama em Campeonatos Brasileiros: 46 gols marcados[48]
- Artilheiro do Campeonato Baiano de 1995: 25 gols[49]
- Líder de assistências do Vasco da Gama na temporada de 1997: 17 passes para gol[50]
- Bola de Prata da Placar: 2002[51]
- Seleção do Campeonato Brasileiro: 2002[52]

## Títulos como treinador
ASEEV
- Campeonato Goiano - Série C: 2015

Vasco da Gama
- Taça Guanabara: 2019 (auxiliar técnico)[36]

Seleção Brasileira Sub-20
- Campeonato Sul-Americano Sub-20: 2023 e 2025
- Torneio Internacional do Espirito Santo: 2023[53]

Seleção Brasileira Sub-23
- Jogos Pan-Americanos: 2023